# 貞純親王
貞純親王（さだずみしんのう）は、平安時代前期の皇族。清和天皇の第六皇子。桃園親王と号す。

## 経歴
貞観15年（873年）貞固・貞元・貞保ら清和天皇の皇子7名・皇女4名とともに親王宣下を受ける。
宇多朝にて親王任国である上総や上野の太守を務めたほか、中務卿・兵部卿を歴任したが、位階は四品に留まった。当時の人々の夢に一条大宮の桃園池に住む七尺の竜として現れたところから桃園親王と号す。一条北大宮西にあった邸宅は摂政・藤原伊尹の手に渡り、のちに世尊寺となった。
醍醐朝の延喜16年（916年）5月7日薨去。

## 系譜をめぐる議論～陽成源氏説とその否定～
経基・経生の両王子が共に源姓を賜与され臣籍降下したことから、貞純親王は清和源氏の祖の一人となった。ただし、異説として、従来の貞純親王流とされる清和源氏は陽成天皇（親王の兄）からつながる血筋（陽成源氏）とする説もある。清和源氏の祖とされた経基王が陽成天皇の皇子・元平親王の皇子ではないかとする説である。これは明治の歴史学者星野恒の唱えたもので、明治30年代に石清水八幡宮祠官田中家文書の中に源頼信が応神天皇陵に納めたとされる永承元年（1046年）告文に「先人新発其先経基其先元平親王其先陽成天皇其先清和天皇」と明記してある事を根拠としたもの。しかしこの文書は写本であり、告文の裏面に校正したと但書きがあることから信憑性が疑われている。また、告文の内容は河内石川庄の相続順序に過ぎないとする説や、12世紀はじめに書かれた「大鏡」や『今昔物語』が武家源氏を清和天皇の末としていることもあり、清和源氏が正しいとする学者が多くいる。
赤坂恒明は、経基とその子孫が「貞観御後」、つまり清和天皇の末裔であると同時代に認識されていた事実は間違いないと証明した。『東山御文庫記録』甲二百七十四所収『叙位尻付抄』には、応徳4年（1087年）正月叙位の氏爵において、「貞観御後」の「源清宗」が叙爵されており、この清宗は『尊卑分脈』によれば源頼信の子・頼清の子あるいは孫とされている。また、内閣文庫所蔵『御即位叙位部類記』所収『頼業記』永治元年（1141年）12月26日の近衛天皇即位に伴う叙位において、「貞観御後」の「源基行」が叙爵されている。この基行は、『尊卑分脈』では源頼光の6世孫として見える。加えて、『大鏡』には「つぎのみかど、清和天皇と申けり。（中略）この御すゑぞかし、いまのよに源氏の武者のぞうは。それも、おほやけの御かためとこそはなるめれ」、『今昔物語』には「今昔、円融院ノ天皇ノ御代ニ、左ノ馬ノ頭源ノ満仲ト云フ人有リケリ。筑前守経基ト云ケル人ノ子也。（中略）水尾天皇（清和天皇）ノ近キ御後ナレバ（後略）」とあり、経基やその子孫が清和源氏であることを証明している。逆に、「元慶御後」あるいは「陽成源氏」といった用語が歴史上用いられたことは現在一度も確認されていない。

## 官歴
- 貞観15年（873年） 4月21日：親王宣下[6]
- 寛平4年（892年） 3月13日：見上総太守[7]
- 寛平8年（896年） 閏正月6日：見上野太守四品[8]
- 時期不詳：中務卿。兵部卿[3]
- 延喜16年（916年） 5月7日：薨去[9]

## 系譜
注記のないものは『尊卑分脈』による。
- 父：清和天皇
- 母：棟貞王の娘
- 妻：源柄子（源能有の娘）
  - 男子：源経基（?-961?）
  - 男子：源経生または経主[10]（母は惟喬親王の娘とも）